# Ropotamo Glacier
Ropotamo Glacier är en glaciär i Antarktis. Den ligger i Sydshetlandsöarna. Argentina, Chile och Storbritannien gör anspråk på området. Ropotamo Glacier ligger 96 meter över havet.
Terrängen runt Ropotamo Glacier är kuperad norrut, men åt sydväst är den bergig. Havet är nära Ropotamo Glacier åt sydost. Trakten är obefolkad. Det finns inga samhällen i närheten. 